# Kazue Nagai
Kazue Nagai –en japonés, 永井 和恵, Nagai Kazue– (19 de mayo de 1972) es una deportista japonesa que compitió en judo. Ganó una medalla en los Juegos Asiáticos de 1998, y dos medallas en el Campeonato Asiático de Judo en los años 1996 y 1999.

## Palmarés internacional
| Juegos Asiáticos    | Juegos Asiáticos             | Juegos Asiáticos  | Juegos Asiáticos |
| Año                 | Lugar                        | Medalla           | Categoría        |
| ------------------- | ---------------------------- | ----------------- | ---------------- |
| 1998                | Bangkok (Tailandia)          | Medalla de bronce | –52 kg           |
| Campeonato Asiático |                              |                   |                  |
| Año                 | Lugar                        | Medalla           | Categoría        |
| 1996                | Ciudad Ho Chi Minh (Vietnam) | Medalla de plata  | –52 kg           |
| 1999                | Wenzhou (China)              | Medalla de bronce | –52 kg           |